# オレンジ (GReeeeNの曲)
「オレンジ」は、GReeeeNの16枚目のシングル。2012年4月25日にNAYUTAWAVE RECORDSから発売。

## 概要
通常盤と初回限定盤の2形態で発売され、初回盤には、表題曲のMUSIC CLIPを収録したDVDが同梱されている。

## 収録曲
- 全曲 作詞・作曲：GReeeeN、編曲：JIN

1. オレンジ  [3:46]
  - 資生堂『シーブリーズ』CMソング
2. ワイはワイワイでいいワイ〜おまえワィ?〜 [2:46]
  - 花王『クリアクリーン』CMソング

## 収録アルバム
- 歌うたいが歌うたいに来て 歌うたえと言うが 歌うたいが歌うたうだけうたい切れば 歌うたうけれども 歌うたいだけ 歌うたい切れないから 歌うたわぬ!?（#1,2）
- いいね!(´・ω・｀)☆（#1、初回盤Aのみ収録）
- C、Dですと!?（#1）
- ALL SINGLeeeeS 〜& New Beginning〜（#1）